# 夏衍旧居
夏衍旧居是中国上海市的一座名人故居，位于徐汇区天平路街道乌鲁木齐南路178号2号楼。
乌鲁木齐南路178号原为美国共济会建筑，英国乡村花园别墅风格，建于1932年。
1949--1955年，夏衍曾居住于乌鲁木齐南路178号的2号喽，当时他担任华东军管会文教委副主任、上海市委宣传部部长等职务。1955年出任文化部副部长，移居北京。
1984-2013年，该建筑为徐汇区政协所在地。2011年，入选徐汇区文物保护单位。2014年4月4日，夏衍旧居列为第八批上海市文物保护单位。2016年和2017年，对乌鲁木齐南路178号2号楼和1号楼先后得到市文物局批准，进行修缮，並於2019年3月23日对外开放。